# Władimir Prawdicz-Nieminski
Władimir Władimirowicz Prawdicz-Nieminski (ros. Владимир Владимирович Правдич-Неминский, ukr. Володимир Володимирович Правдич-Немінський, ur. 2 lipca 1879, zm. 17 maja 1952) – ukraiński fizjolog. Jako jeden z pierwszych przeprowadził badania, które doprowadziły do wynalezienia elektroencefalografii. Zapis fotograficzny doświadczenia Prawdicza-Nieminskiego na psach pochodzi z roku 1912.

## Życiorys
Ukończył studia fizyczno-matematyczne (1907) i medyczne (1917) na Uniwersytecie Kijowskim. Od 1919 pracował w Instytucie Bakteriologicznym w Kijowie. 5 listopada 1929 był aresztowany za przynależność do organizacji, 22 marca 1930 roku skazany na 3 lata zesłania do Archangielska. Zwolniony jesienią 1932 roku.

## Dorobek naukowy
Był przedstawicielem Kazańskiej i Kijowskiej Szkoły Fizjologicznej. Współpracował m.in. z Мisławskim, Kulabko, Samojłowem, Czagowcem. Od 1908 roku pracował w laboratorium fizjologicznym Uniwersytetu Kijowskiego. W tym czasie zastosował jako pierwszy galwanometr do rejestracji pola elektrycznego kory mózgowej ssaków, i nazwał otrzymany zapis elektrocerebrogramem (ros. электроцереброграмм). Kolejnym etapem prac Prawdicza-Nieminskiego było określenie wpływu różnych czynników na wygląd fal, takich jak narkoza, ciśnienie tętnicze, aktywność elektryczna mięśni, czego dokonał w kolejnych pracach. Obalił również teorię S.I. Czirewa, jakoby fale elektrocerebrogramu miały powstawać wskutek tarcia krwi o ściany naczyń krwionośnych. Określił w 1913 i 1925 roku sześć głównych typów fal, rejestrowanych nad obszarami kory wzrokowej i motorycznej. Zaproponował klasyfikację fal w zależności od częstości przy pomocy cyfr rzymskich. Opisał zmiany elektroencefalograficzne w przebiegu niedotlenienia i utraty krwi i desynchronizację fal wskutek podrażnienia nerwów. W 1913 roku zarejestrował potencjały pośrednio, bez otwierania czaszki, co poprzedziło etap doświadczeń na ludziach. Hans Berger w 1929 roku potwierdził odkrycie Prawdicza-Nieminskiego i cytował go w swojej pracy, uznawanej za przełomową w badaniach nad EEG; uznał też wprowadzoną przez Rosjanina klasyfikację, zastępując cyfry rzymskie literami greckiego alfabetu (α, β, γ, δ, ε, ζ). W ostatnich latach życia Prawdicz-Nieminski zajmował się zależnościami między cyklem pracy serca a falami EEG, co określał jako tono-elektrocerebrografię (ros. тоно-электроцеребрографиа). 

## Wybrane prace
- В. А. Плотников,  В. В. Правдич-Неминский. Электролиз соединений бромистого алюминия с толуолом и бензолом. Жури. русск. хим. об-ва 40, 391—396, 1908
- Ein Versuch der Registrierung der elektrischen Gehirnerscheinungen. Zentralblatt für Physiologie 27, ss. 951–960 (1913)
- Einige elektrische Erscheinungen im Zentralnervensystem bei Rana temporaria. Archiv für Physiologie 3/4, ss. 321-324 (1913)
- К познанию электрических и иннервационных процессов в функциональных, элементах и тканях животного организма. К познанию иннервациоиного ритма. Эле-ктромиограмма холоднокровных по опытам разрушения спинного мозга. Екатеринославский медицинский журнал 13—14, 1—14, 1923
- Ueber die hormonale Bedeutung des Ammoniaks; der Antagonismus und Synergismus zwischen den Ionen des Ammoniums und des Magnesiums im Organismus. Biochemische Zeitschrift 152, ss. 388-405 (1924)
- О биологическом значении некоторых ионов. Сообщ. 1. О катионах аммония и магния в животном организме. Доложено в Киевск. об-ве естествоиспытателей, в 1915 г. (Автореферат). Врач, дело 8—9, 382—386, 1924
- Ein Apparat zur Anfertigung von Metall-Saiten für das Einthovensche Galvanometer. Zeitschrift für Biologie 82, ss. 351-358 (1924)
- Der doppelte Schlüssel-Kommutator für physiologische und andere Zwecke. Zeitschrift für Biologie 132, ss. 345-350 (1924)
- Zur Kenntnis der elektrischen und der Innervationsvorgänge in den funktionellen Elementen und Geweben des tierischen Organismus. Elektrocerebrogramm der Säugetiere[2]. (1925)
- Die Einwirkung des Ammonium causticum und Ammonium chloratum auf die Bewegungen des Magens. Zeitschrift für Biologie 133, ss. 454-462 (1925)
- Zur Kenntnis der elektrischen und der Innervationsvorgänge in den funktionellen Elementen und Geweben des tierischen Organismus[3]. (1925)
- Zur Kenntnis der elektrischen und der Innervationsvorgänge in den funktionellen Elementen und Geweben des tierischen Organismus[4] (1925)
- Anschauliche Methode der fraktionierten Blutgerinnungsbestimmung[5]. (1927)
- Ueber die periodischen Veränderungen im Organismus; die physiologischen Schwankungen der Katalase im Blute des Menschen. Biochemische Zeitschrift 192, ss. 144-64 (1928)
- Ueber mikrochemische Bestimmung der Chloride im Blute. Biochemische Zeitschrift 215, ss. 452-9 (1929)
- В. В. Правдич-Неминский, Н. А. Жилинская. Об изменении защитной (фагоцитарной) силы крови в начальных стадиях утомления. Гигиена безопасности и патология труда 8, 3-7, 1930
- О стимулирующем и антагонистическом действии роданистых соединений и ионов аммония. 1949, т. 69, в. 2, с. 269—72
- К познанию электрических и иниервационных процессов в функциональных элементах и тканях животного организма. Тоиоэлектроцереброграмма[6]
- О биологическом значении некоторых ионов. Бюлл. эксп. биол. и мед. 6, 50—54, 1952
- [Structural modifications in the nerve during exposure to direct current][7]
- Электроцеребрография, электромиография и значение ионов аммония в жизненных процессах организма. Избранные труды. Leningrad: Medgiz, 1958 195 ss.